# 103rd Street (stacja metra na Eighth Avenue Line)
103rd Street – stacja metra nowojorskiego na liniach A, B i C. Znajduje się w jednej z dzielnic Manhattanu - Upper West Side, w Nowym Jorku i zlokalizowana jest pomiędzy stacjami Cathedral Parkway – 110th Street i 96th Street. Została otwarta 10 września 1932.